# Список микропроцессоров Pentium D и Extreme Edition
Pentium D — марка, обозначающая двухъядерные процессоры Intel для настольных машин, нацеленных на потребительский рынок. Ядра ЦП: Smithfield и Presler соответственно под номерами 8xx- и 9xx, также имеются маркированные Pentium Extreme Edition 840, 955, и 965.

## Двухъядерные настольные процессоры

### Pentium D

#### «Smithfield»(90 нм)
- Все модели поддерживают: MMX, SSE, SSE2, SSE3, Intel 64, XD bit (an NX bit implementation)
- Enhanced Intel SpeedStep Technology (EIST) поддерживаема моделями: 830, 840
- Степпинги: A0, B0
- Размер процессора: 37.5 мм × 37.5 мм
- Площадь чипа: 206 мм²

| Модель        | sSpec                 | Тактовая частота | Кэш L2   | Частота Front Side Bus | Множитель | Напряжение  | TDP    | Разъём  | Дата выпуска | Партия(и)       | Цена, $ |
| ------------- | --------------------- | ---------------- | -------- | ---------------------- | --------- | ----------- | ------ | ------- | ------------ | --------------- | ------- |
| Pentium D 805 | SL8ZH (B0)            | 2.66 ГГц         | 2 × 1 МБ | 533 МГц                | 20x       | 1.2 — 1.4 В | 95 Вт  | LGA 775 | Декабрь 2005 | HH80551PE0672MN | $143    |
| Pentium D 820 | SL88T (A0) SL8CP (B0) | 2.8 ГГц          | 2 × 1 МБ | 800 МГц                | 14x       | 1.2 — 1.4 В | 95 Вт  | LGA 775 | 26 мая 2005  | HH80551PG0722MN | $241    |
| Pentium D 830 | SL88S (A0) SL8CN (B0) | 3 ГГц            | 2 × 1 МБ | 800 МГц                | 15x       | 1.2 — 1.4 В | 130 Вт | LGA 775 | 26 мая 2005  | HH80551PG0802MN | $316    |
| Pentium D 840 | SL88R (A0) SL8CM (B0) | 3.2 ГГц          | 2 × 1 МБ | 800 МГц                | 16x       | 1.2 — 1.4 В | 130 Вт | LGA 775 | 26 мая 2005  | HH80551PG0882MN | $530    |

#### «Presler»(65 нм)
- Все модели поддерживают: MMX, SSE, SSE2, SSE3, Intel 64, XD bit (an NX bit implementation)
- Enhanced Intel SpeedStep Technology (EIST) поддерживаема моделями: со степпингами C1, D0
- Intel VT-x поддерживаема моделями: 9x0
- Степпинги: B1, C1, D0
- Размер процессора: 37.5 мм × 37.5 мм
- Площадь чипа: 162 мм²

| Модель        | sSpec                 | Тактовая частота | Кэш L2   | Частота Front Side Bus | Множитель | Напряжение     | TDP    | Разъём  | Дата выпуска   | Партия(и)       | Цена, $ |
| ------------- | --------------------- | ---------------- | -------- | ---------------------- | --------- | -------------- | ------ | ------- | -------------- | --------------- | ------- |
| Pentium D 915 | SL9DA (C1) SL9KB (D0) | 2.8 ГГц          | 2 × 2 МБ | 800 МГц                | 14x       | 1.2 — 1.3375 В | 95 Вт  | LGA 775 | 23 июля 2006   | HH80553PG0724MN | $133    |
| Pentium D 920 | SL94S (B1) SL95Y (C1) | 2.8 ГГц          | 2 × 2 МБ | 800 МГц                | 14x       | 1.2- 1.3375 В  | 95 Вт  | LGA 775 | 16 января 2006 | HH80553PG0724M  | $241    |
| Pentium D 925 | SL9D9 (C1) SL9KA (D0) | 3 ГГц            | 2 × 2 МБ | 800 МГц                | 15x       | 1.2 — 1.3375 В | 95 Вт  | LGA 775 | Октябрь 2006   | HH80553PG0804MN | $133    |
| Pentium D 930 | SL94R (B1) SL95X (C1) | 3 ГГц            | 2 × 2 МБ | 800 МГц                | 15x       | 1.2 — 1.3375 В | 95 Вт  | LGA 775 | 16 января 2006 | HH80553PG0804M  | $316    |
| Pentium D 935 | SL9QR (D0)            | 3.2 ГГц          | 2 × 2 МБ | 800 МГц                | 16x       | 1.2 — 1.3375 В | 95 Вт  | LGA 775 | Январь 2007    | HH80553PG0884MN | $133    |
| Pentium D 940 | SL94Q (B1)            | 3.2 ГГц          | 2 × 2 МБ | 800 МГц                | 16x       | 1.2 — 1.3375 В | 130 Вт | LGA 775 | 16 января 2006 | HH80553PG0824M  | $423    |
| Pentium D 940 | SL95W (C1)            | 3.2 ГГц          | 2 × 2 МБ | 800 МГц                | 16x       | 1.2 — 1.3375 В | 95 Вт  | LGA 775 | 16 января 2006 | HH80553PG0824M  | $423    |
| Pentium D 945 | SL9QB (C1) SL9QQ (D0) | 3.4 ГГц          | 2 × 2 МБ | 800 МГц                | 17x       | 1.2 — 1.3375 В | 95 Вт  | LGA 775 | 23 июля 2006   | HH80553PG0964MN | $163    |
| Pentium D 950 | SL94P (B1)            | 3.4 ГГц          | 2 × 2 МБ | 800 МГц                | 17x       | 1.2 — 1.3375 В | 130 Вт | LGA 775 | 16 января 2006 | HH80553PG0964M  | $637    |
| Pentium D 950 | SL95V (C1)            | 3.4 ГГц          | 2 × 2 МБ | 800 МГц                | 17x       | 1.2 — 1.3375 В | 95 Вт  | LGA 775 | 16 января 2006 | HH80553PG0964M  | $637    |
| Pentium D 950 | SL9K8 (D0)            | 3.4 ГГц          | 2 × 2 МБ | 800 МГц                | 17x       | 1.2 — 1.3375 В | 95 Вт  | LGA 775 | 16 января 2006 | HH80553PG0964M  | $637    |
| Pentium D 960 | SL9AP (C1)            | 3.6 ГГц          | 2 × 2 МБ | 800 МГц                | 18x       | 1.2 — 1.3375 В | 130 Вт | LGA 775 | 2 мая 2006     | HH80553PG1044M  | $530    |
| Pentium D 960 | SL9K7 (D0)            | 3.6 ГГц          | 2 × 2 МБ | 800 МГц                | 18x       | 1.2 — 1.3375 В | 95 Вт  | LGA 775 | 2 мая 2006     | HH80553PG1044M  | $530    |

### Pentium Extreme Edition

#### «Smithfield» (90 нм)
- Все модели поддерживают: MMX, SSE, SSE2, SSE3, Hyper-Threading, Enhanced Intel SpeedStep Technology (EIST), Intel 64, XD bit (an NX bit implementation)
- Степпинг: A0
- Размер процессора: 37.5 мм × 37.5 мм
- Площадь чипа: 206 мм²

| Модель                      | sSpec | Тактовая частота | Кэш L2   | Частота Front Side Bus | Множитель | Напряжение  | TDP    | Разъём  | Дата выпуска | Партия(и)       | Цена, $ |
| --------------------------- | ----- | ---------------- | -------- | ---------------------- | --------- | ----------- | ------ | ------- | ------------ | --------------- | ------- |
| Pentium Extreme Edition 840 | SL8FK | 3.2 ГГц          | 2 × 1 МБ | 800 МГц                | 16x       | 1.2 — 1.4 В | 130 Вт | LGA 775 | 1 мая 2005   | HH80551PG0882MM | $999    |

#### «Presler» (65 нм)
- Все модели поддерживают: MMX, SSE, SSE2, SSE3, Hyper-Threading, Enhanced Intel SpeedStep Technology (EIST), Intel 64, XD bit (an NX bit implementation), Intel VT-x
- Степпинги: B1, C1
- Размер процессора: 37.5 мм × 37.5 мм
- Площадь чипа: 162 мм²

| Модель                      | sSpec      | Тактовая частота | Кэш L2   | Частота Front Side Bus | Множитель | Напряжение     | TDP    | Разъём  | Дата выпуска   | Партия(и)      | Цена, $ |
| --------------------------- | ---------- | ---------------- | -------- | ---------------------- | --------- | -------------- | ------ | ------- | -------------- | -------------- | ------- |
| Pentium Extreme Edition 955 | SL94N (B1) | 3.46 ГГц         | 2 × 2 МБ | 1066 МГц               | 13x       | 1.2 — 1.3375 В | 130 Вт | LGA 775 | 16 января 2006 | HH80553PH0994M | $999    |
| Pentium Extreme Edition 965 | SL9AN (C1) | 3.73 ГГц         | 2 × 2 МБ | 1066 МГц               | 14x       | 1.2 — 1.3375 В | 130 Вт | LGA 775 | 22 марта 2006  | HH80553PH1094M | $999    |